# Imreh Lajos
Imreh Lajos (Sepsikőröspatak, 1917. április 18. – Sepsikőröspatak, 1999. július) erdélyi magyar pedagógus, néprajzkutató. Id. Imreh Lajos fia.

## Életútja
Középiskolai tanulmányait a Kolozsvári Unitárius Kollégiumban végezte (1937), a Bolyai Tudományegyetemen szerzett magyar nyelv és irodalom, egyetemes történelem szakos tanári diplomát (1948). Előbb Kolozsvárt, majd 1948-tól Tordán középiskolai tanár, 1954-ig iskolaigazgató, 1973-ban nyugalomba vonult.
A Tanügyi Újság, Művelődés, Munkásélet, Falvak Dolgozó Népe, Igazság közölte írásait. Összegyűjtötte édesapja, id. Imreh Lajos székely tréfamester 372 humoros történetét.
Édesapja nyomdokain haladva tovább gyűjtötte a székely humoros történeteket (Sáska sógor, Imreh Lajos tréfás történetei, Bukarest, 1985) és kutatta a székely földrajzi nevek eredetét. Továbbá felgyűjtötte Balázs Ferenc erdélyi szellemi hagyatékát.
Az ifjúság körében gyakran szervezett irodalmi köröket, legnevezetesebb a Tordai Jósika Miklós Irodalmi Kör, amelynek szintén egyik egyik alapító tagja és vezetője (1980). Az 1990-es években is kivette részét a közösségi életből, a helyi egyházi gyülekezetben presbiterként működött, s tagja volt a helyi RMDSZ vezetőségének.

## Díjak, elismerések
- A Kriza János Néprajzi Társaság díszoklevele (1992)